# Épisodes de Shuriken School
Cet article présente les épisodes de la série télévisée d'animation Shuriken School.

## Saison 1

### Épisode 1:Un voleur à dormir debout
- France : 4 juillet 2006 sur France 3

### Épisode 2:La furie des tongs
- France : 3 aout 2006 sur France 3

### Épisode 3:Le passé de Vlad
- France : 3 juillet 2006 sur France 3

### Épisode 4:La photo de classe
- France : 18 octobre 2006 sur France 3

### Épisode 5:Ninja gagnant
- France : 11 juillet 2006 sur France 3

### Épisode 6:Maudit labyrinthe
- France : 6 juillet 2006 sur France 3

### Épisode 7:L'ombre d'Eizan
- France : 7 juillet 2006 sur France 3

### Épisode 8:Un trop gros mensonge
- France : 5 juillet 2006 sur France 3

### Épisode 9:Le secret de Kubo
- France : 10 juillet 2006 sur France 3

### Épisode 10:Le Démon
- France : 12 juillet 2006 sur France 3

### Épisode 11:Ras le pompon!
- France : 14 juillet 2006 sur France 3

### Épisode 12:Super ninja
- France : 18 juillet 2006 sur France 3

### Épisode 13:Ninja pour toujours
- France : 17 juillet 2006 sur France 3

## Saison 2

### Épisode 14:Le vieux maître
- France : 28 octobre 2006 sur France 3

### Épisode 15:Le chef de classe
- France : 19 juillet 2006 sur France 3

### Épisode 16:Drôle de poussin
- France : 20 juillet 2006 sur France 3

### Épisode 17:Le trésor perdu
- France : 21 juillet 2006 sur France 3

### Épisode 18:Le Fantôme du Kabuki
- France : 30 septembre 2006 sur France 3

### Épisode 19:Le sabre et son ombre
- France : 7 octobre 2006 sur France 3

### Épisode 20:Les Secrets de Shuriken
- France : 5 avril 2007 sur France 3

### Épisode 21:La grande illusion
- France : 4 novembre 2006 sur France 3

### Épisode 22:Pop Star d'un jour
- France : 2 décembre 2006 sur France 3

### Épisode 23:Le maître des ténèbres
- France : 2 avril 2007 sur France 3

### Épisode 24:Détective-mania
- France : 10 avril 2007 sur France 3

### Épisode 25:Les yeux fermés
- France : 3 avril 2007 sur France 3

### Épisode 26:Drôles de boulettes
- France : 6 avril 2007 sur France 3